# Římskokatolická farnost Budyně nad Ohří
Římskokatolická farnost Budyně nad Ohří je jedno z územních společenství římských katolíků v podřipském vikariátu s farním kostelem sv. Václava.

## Kostely farnosti
| Kostel                  | Místo             | Bohoslužba |
| ----------------------- | ----------------- | --- |
| sv. Václava             | Budyně nad Ohří   | út, st, čt, pá v 17.00 v zimním a v 8.30 v letním období ne - 9.00 hodin první neděle v měsíci v 9.00 a pak farní den na faře |
| Panny Marie Sněžné      | Budyně nad Ohří   | po,út,st,čt,pá 18.00 hodin (v květnu)                                                                                         |
| sv. Anežky České        | Písty             | |
| sv. Petra a Pavla       | Kostelec nad Ohří | |
| Nanebevzetí Panny Marie | Charvatce         | Ne 10.30 (kromě první neděle v měsíci, kdy je farní den na faře v Budyni a o poutích v některém z kostelů)                    |
| sv. Prokopa             | Charvatce         | |
| sv. Anny                | Charvatce         | |
| sv. Jana Nepomuckého    | Mšené-lázně       | sobota v 17.00 v kapli PM Fatimské v areálu lázní                                                                             |
| sv. Barbory             | Ječovice          | druhá a čtvrtá sobota v měsíci v 18.00 hodin                                                                                  |
| sv. Floriána            | Podbradec         | |
| sv. Jiljí               | Ředhošť           | první a třetí sobota v měsíci v 18.00 hodin                                                                                   |
| sv. Martina             | Nížebohy          | |

## Osoby ve farnosti
Mgr. Jiří Čepl, OMelit, farář